# Người Do Thái với một đồng xu
"Người Do Thái với một đồng xu"(Żyd z pieniążkiem),"người Do Thái nhỏ"(Żydki), hay"người Do Thái may mắn"("Żyd na szczęście") là những bức ảnh hoặc tượng nhỏ gây tranh cãi mô tả một người Do Thái cầm một đồng xu, thường kèm theo một câu tục ngữ. Mô típ này lần đầu được đề cập trong những bài báo từ năm 2000, và có thể bắt nguồn từ sau sự chuyển đổi của chính quyền Ba Lan năm 1989. Vào đầu thế kỷ 21, có thể thấy chúng trong các tiệm và nhà ở Ba Lan. Theo một khảo sát vào năm 2015, có 65% số người được hỏi nhận ra mô típ này, 55% từng thấy một vật kiểu này tại nhà của một thành viên trong gia đình hoặc bạn bè, và 18% từng sở hữu một vật như thế.
Các học giả đưa ra nhiều giải thích về bản chất và nguồn gốc của mô típ, dù đa số họ đều đồng ý rằng nó được sử dụng như một bùa cầu may, đặc biệt là với vận may tài lộc. Những bức tranh được vẽ dựa trên lời đồn ác ý có từ lâu nhắm vào người Do Thái vì cho rằng họ là những người cho vay ăn lời. Có nhiều ý kiến về mô típ này; một vài học giả nguyên cứu văn hóa tin rằng nó khuyến khích đối thoại giữa người Ba Lan và Do Thái hoặc nhìn nhận nó như là văn hóa dân gian hoặc hoài niệm vô hại, trong khi số khác lại tin rằng nó là một mẫu hình tâm lý bài Do Thái và xúc phạm.

## Sử dụng và phong tục
Những bức tượng nhỏ thường được dùng như là một bùa may mắn để cầu mong trở nên giàu có, cũng như những bùa cầu may của những cổ động viên bóng đá sau đó có thể đổ lỗi cho người Do Thái nếu như đội của họ thua.
Những bức tượng nhỏ thường được tặng như những món quà. Một số được bán kèm theo"tài liệu chỉ dẫn"làm cách nào để sử dụng chúng để mang lại may mắn. Hướng dẫn khuyên dùng là lật ngược chúng lên vào ngày Sabbath (tối thứ 6 hoặc thứ 7) hoặc đặt một đồng xu (grosz, 1/100 złoty) phía sau của bức hình để tiền và vận may có thể đến với gia chủ. Tại nhà, những bức tranh được đặt ở bên cửa trái của sảnh vào (có lẽ giống với mezuzah). Những bức tượng nhỏ cũng được đặt trong các văn phòng và cửa tiệm ở kế bên quầy thu ngân. Theo một khảo sát vào năm 2015 ở Ba Lan, 50 phần trăm người được hỏi nhận thức rõ việc cầu may là điều mê tín, 24 phần trăm 9ặt một grosz đằng sau bức hình, và 13 phần trăm lật ngược nó vào ngày Sabbath.
Mô típ cũng thường kèm với một trong số ít lời nói. Żyd w sieni, pieniądz w kieszeni ("Người Do Thái trong tiền sảnh, xu vào túi bạn"), có nguồn gốc sâu xa từ thời Thế chiến II. Ý nghĩa nguyên thủy của câu nói này là chừng nào người Do Thái còn ở lối vào thì tiền trong nhà vẫn an toàn, nhưng nghĩa hiện nay lại bị đảo ngược: người Do Thái vào cửa thì mang lại may mắn cho ngôi nhà. Joanna Tokarska-Bakir nhấn mạnh rằng:"Với sức mạnh của ý nghĩa gắn liền với lịch sử đương đại, câu châm ngôn này mang một ý nghĩa cay đắng, vì nó ám chỉ cách người Ba Lan làm giàu cho chính họ khi họ bảo vệ người Do Thái". Câu nói Kto nie ma w domu Żyda, temu bida ("Người mà không có người Do Thái nào trong nhà thì chẳng có tiền") được dựa trên câu Kiedy bida, to do Żyda ("Khi sự nghèo khó ở đó, hãy đi đến chỗ người Do Thái"), ban đầu ám chỉ đến những người Do Thái cho vay ăn lời và cũng có nguồn gốc từ Thế chiến thứ hai. Các biến thể hiện đại cũng đã phát sinh và đi kèm với mô típ, chẳng hạn như: Aby kasa w domu była, I się nigdy nie skonczyła, Żyda w domu trzeba mieć! We pieniędzy będzie strzec ("Vì vậy, tiền vẫn ở nhà, và nó không rời đi, hãy giữ một người Do Thái trong nhà của bạn, anh ta sẽ giữ tiền mặt").